# Auriculaiana
Genre
Synonymes
- Auricula Irfan, Zhang & Peng, 2022 nec Lamarck, 1799

Auriculaiana est un genre d'araignées aranéomorphes de la famille des Linyphiidae.

## Distribution
Les espèces de ce genre sont endémiques de Chine.

## Liste des espèces
Selon World Spider Catalog (version 26, 17/02/2025) :
- Auriculaiana aeda (Irfan, Zhang & Peng, 2022)
- Auriculaiana rutunda (Irfan, Zhang & Peng, 2022)
- Auriculaiana sanchaheensis (Irfan, Zhang & Peng, 2022)
- Auriculaiana triangularis (Irfan, Zhang & Peng, 2022)
- Auriculaiana yongshunensis Irfan, Zhang & Peng, 2025

## Systématique et taxinomie
Auricula Irfan, Zhang & Peng, 2022, préoccupé par Auricula Lamarck, 1799, a été remplacé par Auriculaiana par Irfan, Zhang et Peng en 2023.

## Publications originales
- Irfan, Zhang & Peng, 2023 : « Erratum Survey of Linyphiidae (Arachnida: Araneae) spiders from Yunnan, China. » Megataxa, vol. 10, no 1, p. 17-19.
- Irfan, Zhang & Peng, 2022 : « Survey of Linyphiidae (Arachnida: Araneae) spiders from Yunnan, China. » Megataxa, vol. 8, no 1, p. 1-292.